# تاغتشة جيق
تاغتشة جيق هي قرية في مقاطعة هشترود، إيران. عدد سكان هذه القرية هو 258 في سنة 2006.